# Ichim (rivière)
Pour les articles homonymes, voir Ichim.

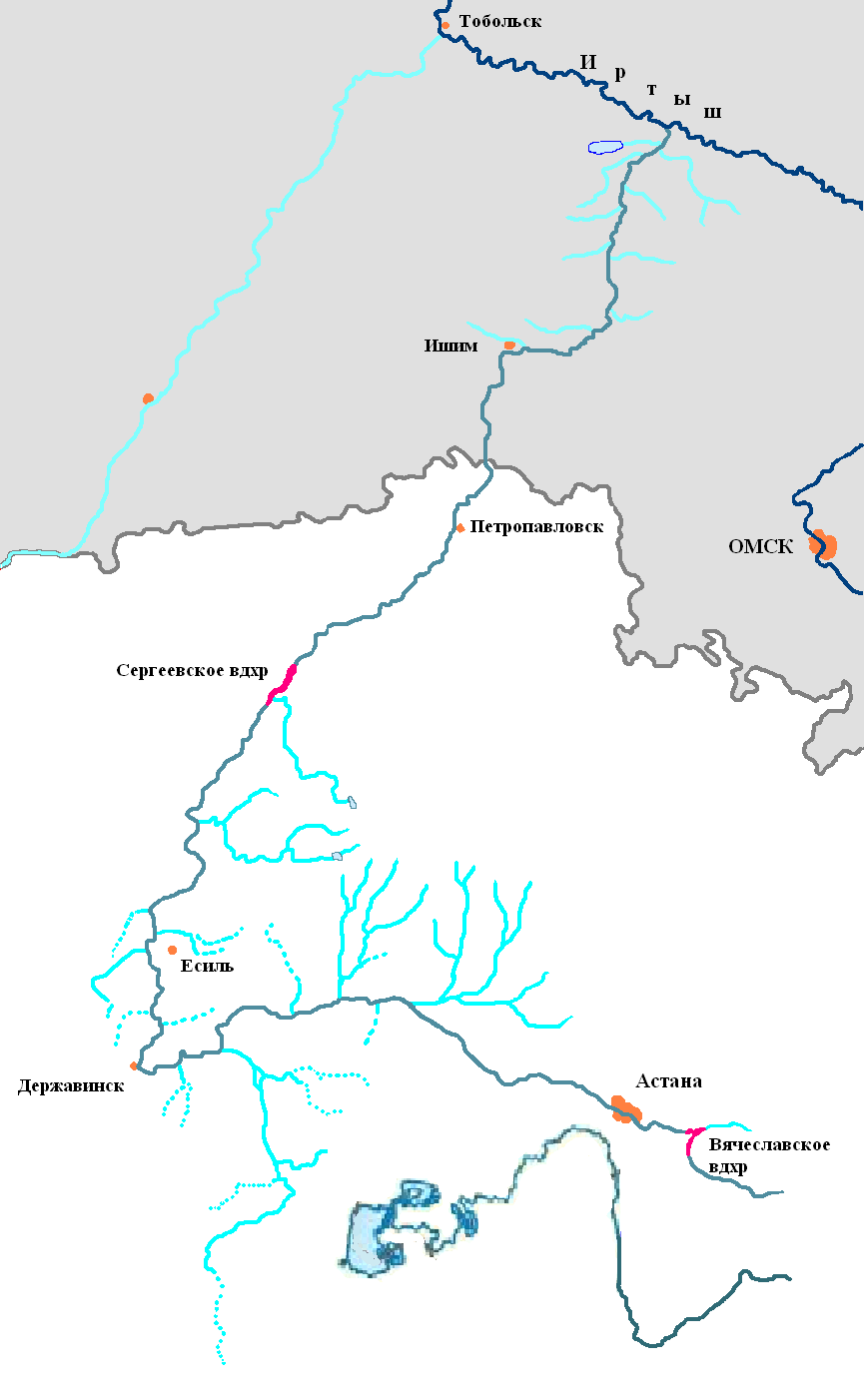
Carte du bassin hydrographique de l’Ichim.

L’Ichim ou Essil (en russe : Ишим, en kazakh : Есіл) est une rivière du Kazakhstan et de Russie et un affluent par la rive gauche de l’Irtych. Long de 2 450 km, il coule au Kazakhstan et dans le Sud de la Sibérie occidentale, en Russie.

## Géographie
L’Ichim prend sa source dans la steppe du Kazakhstan, entre Astana et Karaganda. La rivière porte aussi le nom kazakh d’Essil, elle arrose la capitale kazakhe Astana, les villes d’Atbassar, d’Essil, puis de Petropavlovsk, avant de franchir la frontière avec la fédération de Russie. Elle prend alors le nom d’Ichim, traverse la ville d’Ichim et se jette dans l’Irtych.

## Gel et navigabilité
L’Ichim gèle à partir de début novembre et reste prise par les glaces jusqu’en avril, voire début mai.
En dehors de cette période, la rivière est navigable sur 270 km, depuis Petropavl au Kazakhstan jusqu’à sa confluence avec l’Irtych.

## Affluents
Les principaux affluents de l’Ichim sont d'amont en aval :
- Le Kolouton (rive droite)
- Le Jabaï (rive droite)
- Le Tersakan (rive gauche)
- L'Akkanbourlouk (rive droite)
- L'Imanbourlouk (rive droite)
- Le Karasoul
- Le Baksouk (rive droite)
- La Bolchaïa Tava (rive droite)

## Hydrologie
Le régime de la rivière est essentiellement nival. Les eaux proviennent en majorité de la fonte des neiges. Les hautes eaux se situent en mai-juin. Le débit mensuel à Orekhovo, en fin de parcours, peut varier de 2,3 m3/s à 712 m3/s.

### Hydrométrie – Les débits à Orekhovo
Le débit de l’Ichim a été observé pendant 37 ans (1963-1999) à Orekhovo, localité située à quelque 35 kilomètres à vol d’oiseau en amont de son confluent avec l’Irtych à Oust-Ichim.
À Orekhovo, le débit annuel moyen ou module observé sur cette période a été de 83,1 m3/s pour une surface prise en compte de 158 000 km2, soit la quasi-totalité du bassin versant.
La lame d'eau écoulée dans le bassin versant de la rivière atteint ainsi le chiffre de 16,6 mm par an, ce qui doit être considéré comme très médiocre.
L’Ichim est un cours d’eau circulant en grande partie dans des régions arides à faibles précipitations, et donc mal alimenté ; il est de plus très irrégulier. Il présente deux saisons bien contrastées :
- les hautes eaux se déroulent d’avril à juin inclus, avec un maximum en mai, et correspondent à la fonte des neiges. Dès le mois de juillet, le débit de la rivière baisse rapidement, ce qui mène, après une brève transition,
- à la saison des basses eaux qui a lieu le restant de l'année, d’août à mars inclus, et durant laquelle les débits mensuels sont rarement minimes. L'Ichim garde en effet généralement, dans son cours inférieur, un débit satisfaisant. Le débit moyen mensuel observé en mars (minimum d'étiage) atteint 12,9 m3/s, soit environ 25 fois moins que le débit moyen du mois de mai (340 m3/s), ce qui montre la forte amplitude des variations saisonnières. Sur la période d'observation de 37 ans, le débit mensuel minimal a été de 2,32 m3/s (mars 1969), tandis que le débit mensuel maximal s'est élevé à 710 m3/s (juin 1964). Ces chiffres sont cependant exceptionnels.

## Galerie

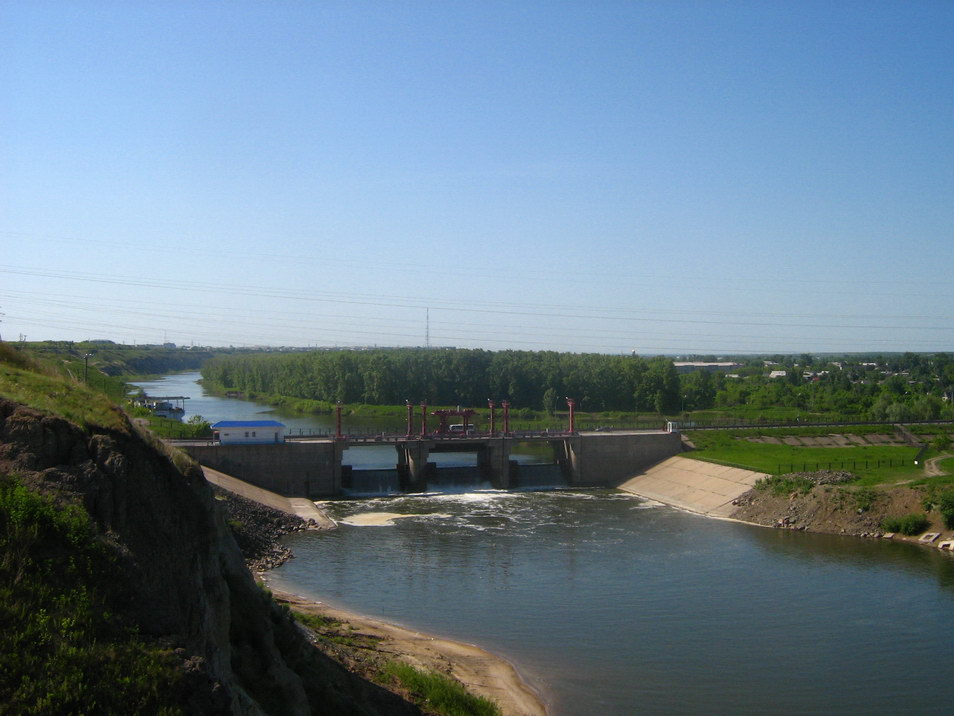
L'Ichim près de Petropavlovsk (ou Petropavl) au Kazakhstan.
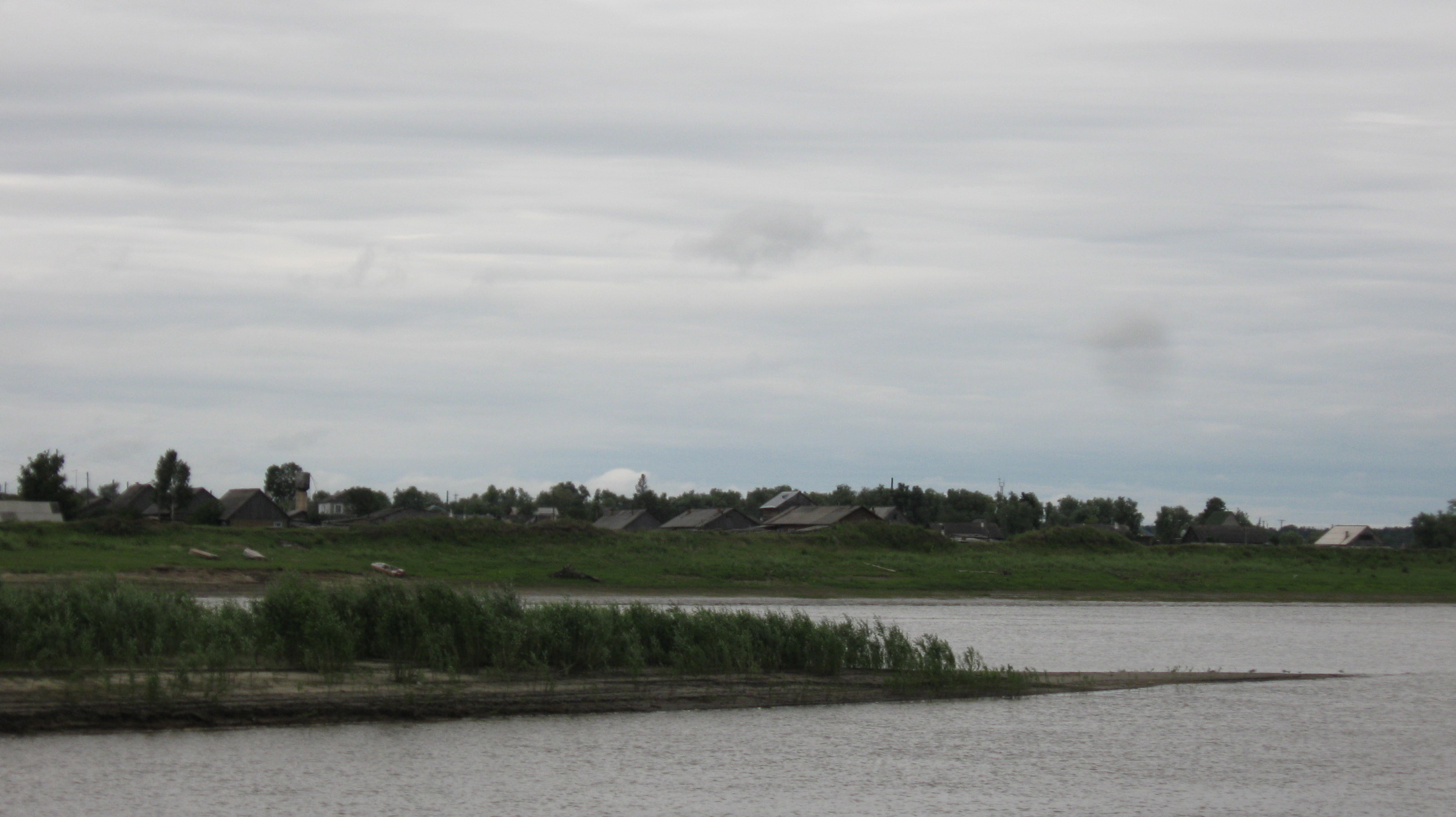
Confluence de l'Ichim avec l'Irtych, en Russie.
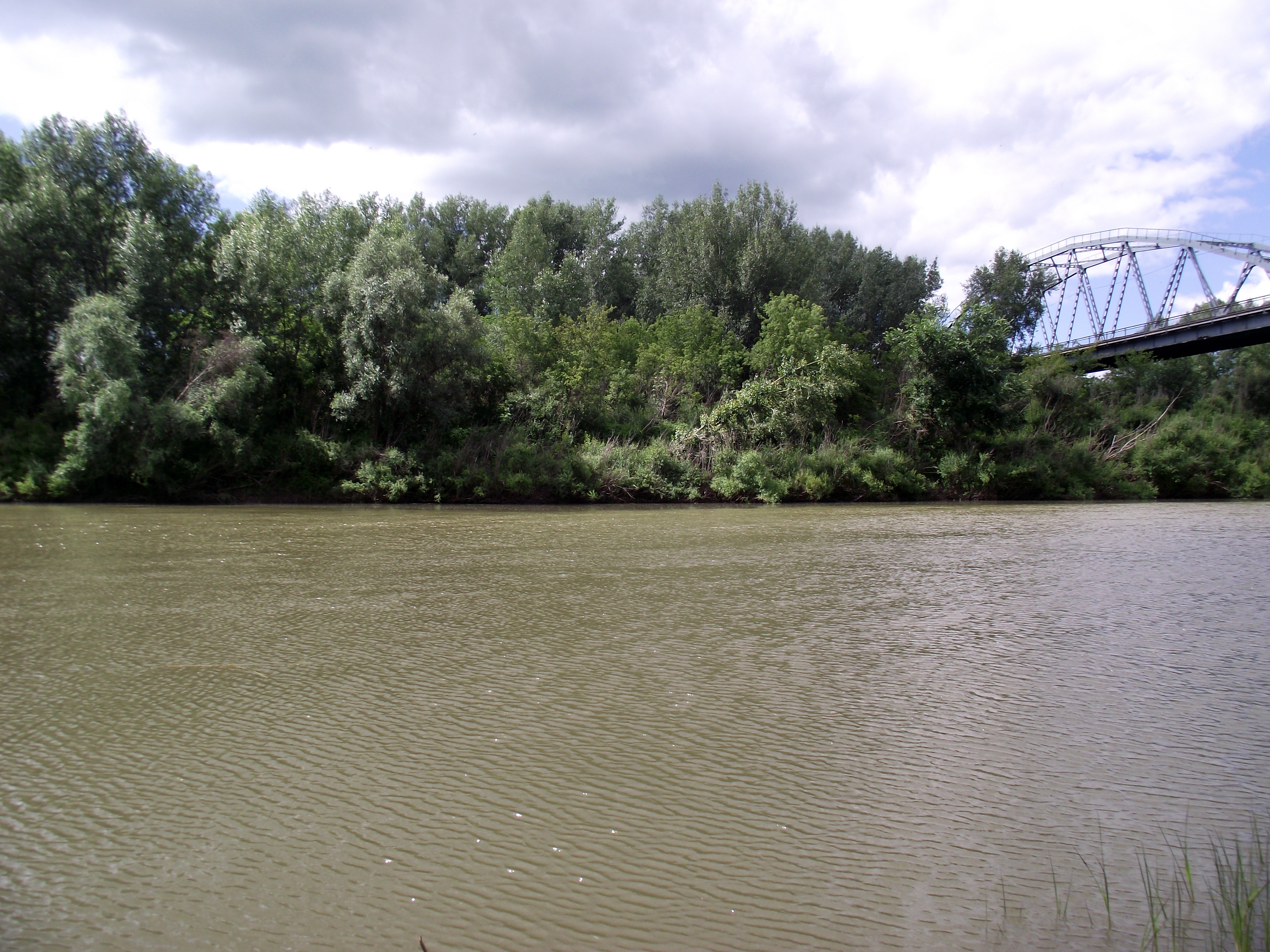
L'Ichim près de Pokrovka.
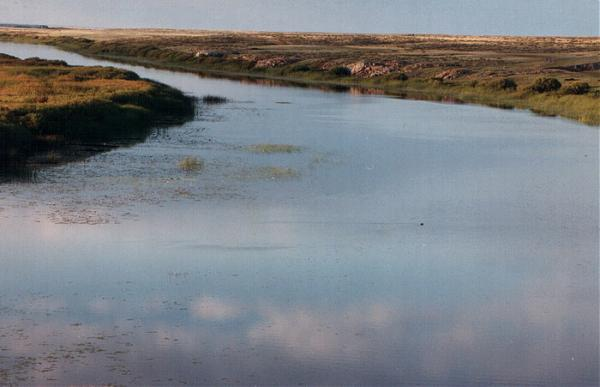
L'Ichim dans la steppe kazakhe aux environs de Derjavinsk, à quelque 400 kilomètres à l'ouest d'Astana.

## Transfert d'une partie des eaux de l'Irtych
En 2002 a débuté la construction d'un prolongement du canal Irtych-Karaganda vers
le cours supérieur de l'Ichim, afin de transférer de l'eau venue de l'Irtych vers le réservoir de Vyatcheslavskoie, pour l'alimentation de la nouvelle capitale Astana (ancien nom de Noursoultan). Ce réservoir aménagé sur le cours supérieur de l'Ichim, est situé à moins de 50 kilomètres en amont de la ville.